# Ulica Stefana Jaracza w Łodzi

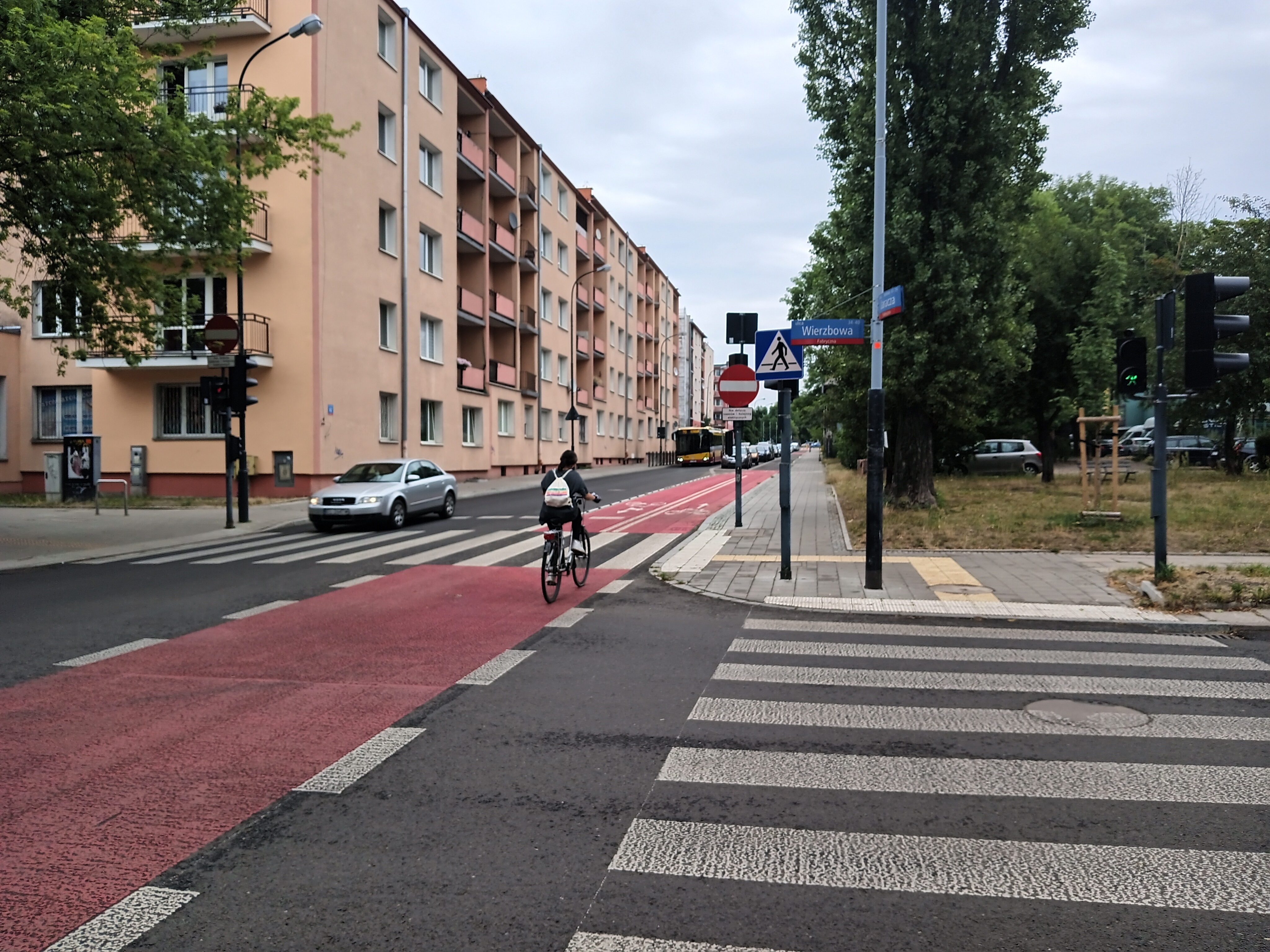
Ul. Jaracza w Łodzi, widok ze skrzyżowania z ul. Wierzbową w kierunku ul. Kopcińskiego (2023)

Ulica Stefana Jaracza – ulica w Łodzi położona w dzielnicy Śródmieście. Liczy 1,85 km długości i krzyżuje się z 10 ulicami. Wszystkie z nich, oprócz ulicy Piramowicza, przecinają ją. Ulica Stefana Jaracza przebiega równoleżnikowo od skrzyżowania z ulicą Kopcińskiego do skrzyżowania z ulicą Piotrkowską, przechodząc następnie w ulicę Więckowskiego. Ulica na całej długości jest jednokierunkowa, a ruch odbywa się ze wschodu na zachód.

## Nazwa i historia
Ulicę wytyczono wraz z utworzeniem osady sukienniczej Nowe Miasto na południe od Starego Miasta, co miało miejsce w latach 1821–1823. Otrzymała ona wtedy nazwę Pod Cegielnią, gdyż prowadziła w kierunku pierwszej miejskiej cegielni założonej z postanowienia Rajmunda Rembielińskiego w okolicy dzisiejszego placu Dąbrowskiego. W przeciwieństwie do innych ulic krzyżujących się z Piotrkowską nie przecinała jej. Biegła tylko w kierunku wschodnim, w stronę wspomnianej wcześniej cegielni. W następnych latach zaczęto określać ją jako Podcegielnianą, a w 1845 r. nazwę zmieniono na Cegielnianą. W połowie XIX stulecia zabiegano o to, by przedłużyć ulicę na zachód od Piotrkowskiej. Udało się to zrealizować w połowie lat 60. XIX wieku, kiedy to przedłużono Cegielnianą do ulicy Długiej (jej obecna nazwa to Gdańska). Droga biegnąca dalej w kierunku zachodnim otrzymała nazwę Nowo-Cegielniana (dzisiaj jest to część ul. Więckowskiego). W 1860 roku cała ulica Cegielniana została wyłożona drewnianym brukiem. Przez lata Cegielniana nie posiadała stałej i jednolitej numeracji. Wynikało to ze wspomnianego wcześniej przedłużenia do ulicy Długiej oraz skrócenia o ten właśnie odcinek, który został przemianowany na ulicę Śródmiejską. Na przełomie XIX i XX wieku ulicę znacznie przedłużono na wschód, zabudowania pojawiły się na tym odcinku wraz z początkiem XX wieku. W czasie okupacji niemieckiej ulica nosiła nazwę Moltkestraβe. Po II wojnie światowej przywrócono nazwę Cegielniana. Dodatkowo, w 1948 r. ulicę wyłożono cegłą klinkierową. W 1949 r. ulica otrzymała swoją obecną nazwę – Stefana Jaracza, którą to nosi do dziś. Ulica Stefana Jaracza to dzisiaj jedna z najintensywniej zabudowanych śródmiejskich ulic Łodzi.

## Zabytki
Według rejestru NID na listę zabytków wpisane są następujące obiekty znajdujące się przy ulicy Jaracza w Łodzi:
- park im. S. Staszica, kwartał ulic: Narutowicza – Uniwersytecka – Jaracza – Wierzbowa, 1888–1902, nr rej.: A/328 z 29.12.1992
- kamienica Kulpińskich – kamienica z dwiema oficynami, ul. Jaracza 30, 1913–1914, nr rej.: A/346 z 14.12.1993
- kamienica, ul. Jaracza 42, 1898, nr rej.: 279 z 21.01.1981
- pałac Arnolda Stillera, ul. Jaracza 45, 1893–1899, nr rej.: A/101 z 20.01.1971:
  - dom ogrodnika, koniec XIX w., nr rej.: A/108 z 11.02.2011
  - ogród, koniec XIX w., nr rej.: jw.
- kamienica wraz z oficynami, ul. Jaracza 53, 1895–1896, nr rej.: A/130 z 5.09.2012